# Archiconops morosa
Archiconops morosa är en tvåvingeart som först beskrevs av de Meijere 1924.  Archiconops morosa ingår i släktet Archiconops och familjen stekelflugor. Inga underarter finns listade i Catalogue of Life.